# Циммерман, Кристиан (энтомолог)
Кристиан Циммерман (англ. Christian Zimmermann, или же Charles Christoph Andrew Zimmermann, 1800—1867) — немецкий, а впоследствии американский энтомолог.
Родился в 1800 году в Германии. Учился в университете Галле. В 1832 году переехал в США, жил попеременно в Филадельфии и в Южной Каролине, где и умер в 1867 году.
Занимался систематикой жуков, в частности описал некоторые новые виды и подроды рода Amara.
Сотрудничал с Д. Циглером и Ф. Э. Мельсхаймером.
В 1836 году был избран членом-корреспондентом Академии естественных наук США. 
Его дневники, письма и другие материалы хранятся в архиве академии.

## Работы
- Zimmermann, Christoph. Ueber die bisherige Gattung Amara. Ein Beitrag zu einer künftigen Monographie der hieher gehörigen Thiere (нем.) // Faunus Gistl. — München, 1832. — Bd. 1. — S. 5–40.
- Zimmermann, Christoph. Monographie der Carabiden (нем.). — Berlin, 1831.